# Johan Wilhelm Grevillius
Johan Wilhelm Grevillius, född 15 april 1758 i Films församling, död 10 oktober 1814 i Vinnerstads församling, Östergötlands län, han var en svensk kyrkoherde i Vinnerstads församling.

## Biografi
Johan Wilhelm Grevillius föddes 15 april 1758 på Österby bruk i Films socken. Han var son till kyrkoherden Daniel Grevillius och Anna Lucia de Charliére i Hovs socken. Grevillius blev höstterminen 1773 student vid Uppsala universitet, Uppsala. Han prästvigdes 15 maj 1779 till huspredikant och brunnspredikant vid Medevi brunn. Grevillius blev 1781 extra ordinarie skvadronspredikant vid Östgöta kavalleriregemente och 1784 hovpredikant hos Fredrik Adolf, hertig av Östergötland. Han tog pastoralexamen 14 mars 1788 och blev 22 mars 1790 kyrkoherde i Vinnerstads församling, Vinnerstads pastorat, tillträde 1791. Grevillius blev 3 september 1800 prost och predikade 1802 på prästmötet. Han avled 10 oktober 1814 i Vinnerstads socken.

### Familj
Grevillius gifte sig 2 maj 1791 med Christina Charlotta Benzelstierna (1767–1848). Hon var dotter till bankorefendarien Lars Benzelstierna och Beata Charlotta De Besche. De fick tillsammans barnen Anna Johanna Grevillius (1792–1877) som var gift med sekreteraren Carl Georg Söderström i Skänninge, lantbrukaren Daniel Wilhelm Grevillius (1793–1844), kaptenen Carl Gustaf Charleville (1794–1868, far till biskop Carl Wilhelm Charleville), Lucia Charlotta Grevillius (1795–1834), fanjunkaren Johan Göran Charleville (1797–1851) och en dödfödd son (1798–1798).